# 嫦娥七號
嫦娥七号是由中国国家航天局组织的中国探月工程第七次月球探测任务，预计将于2026年发射，在月球南极沙克尔顿坑附近的高地着陆。嫦娥七号计划开展月球南极环境与资源勘查，包括月表环境、月壤水冰和挥发组分等探测任务，获取全月球、着陆区与巡视区域的遥感和就位科学数据，并为月球科研站建设奠定基础，与未来发射的嫦娥八号开展协同工作。

## 任務籌劃
月球南极位于月球的南纬80°至南纬90°之间。由于月球南极地区存在永久阴影区，因此为水冰的存在提供了条件，使得月球南极成为了21世纪各国月球探测的重点目标区域。由于纬度和海拔的原因，一些区域全年年光照时间甚至可以达到80%。不过月球南极环境的持续低温、地形地貌特征复杂、太阳高度角低、对地无法连续可见等特点对该地区的探测工程提出了极大的挑战。着陆区选择要求既要有长期连续光照，又要距离永久阴影区较近，对降落点的精度要求很高。
2016年，中国探月工程“绕”、“落”、“回”三阶段任务中的前两步已经完成，第三步也计划于2017年由嫦娥五号实施，探月工程后续阶段任务开始进入论证阶段。除了计划于2023年发射的嫦娥五号备份星以外，第四阶段任务还包括一组月球极地水冰探测任务，即于2025年向月球南极发射一个带有月球车的探测器，于2027年向月球北极发射另一个探测器，这两次任务分别被暂时命名为“嫦娥P1”与“嫦娥P2”。
2017年11月，在联合国外空司的演讲中，探月工程的后续任务调整为聚焦月球南极的3次任务：嫦娥P1任务、嫦娥六号和嫦娥P2任务。他们将调查南极地区地质特征、矿物成分、挥发性。开展地球观测、微观生态系统研究，同时也将为建设国际月球科研站做好准备。
2018年，嫦娥P1任务和嫦娥P2任务的发射时间拟定为2023年和2026年。同年7月，一篇论文提到了嫦娥P1探测器的架构，包括中继通信卫星、轨道器、着陆器、巡视器和飞跃器。同年，嫦娥P1任务和嫦娥P2任务開始被稱为嫦娥七号和嫦娥八号。
2019年，嫦娥七号与嫦娥六号和嫦娥八号一同获得批准。
2021年，一篇論文提及嫦娥七號將不再攜帶中繼通信衛星升空，取而代之的是與嫦娥六號與嫦娥八號共用一顆單獨發射的探月四期中繼通信衛星。
2022年8月，一篇論文討論了嫦娥七號的10個潛在著陸點，它们分布于沙克尔顿撞击坑、霍沃思撞击坑、舒梅克撞击坑和卡比厄斯环形山等4个区域，都位于月球南极，其中部分點位與NASA的阿耳忒弥斯3号任务候选地点相同。
2022年9月，中國国家航天局與阿联酋国家航空航天局簽署了一份協議，旨在嫦娥七號上搭載阿聯酋開發的拉希德2號月球車。2023年3月，由於美國以違反《国际武器贸易条例》為由反對，該合作擱淺。
2023年，一篇论文提到嫦娥七号选定沙克尔顿撞击坑为首选着陆点。

## 科学目标
嫦娥七号任务的科学目标包括：
1. 月壤水冰和挥发组分的探测与研究。
2. 月球形貌、成分和构造的高精度探测与研究。
3. 月球内部结构、磁场和热特性的探测与研究。
4. 月球南极月表环境的综合探测与研究。
5. 月基对地球磁尾和等离子体层的观测与研究。

## 任务架构
嫦娥七号将由轨道器、着陆器、小型飞跃探测器和巡视器组成，发射质量8.2吨，设计寿命长达8年。
轨道器将工作在倾角为90°的100km×50km的环月圆轨道，另外会在短期内运行在150km×15km的轨道中，而着陆器则会在位于月球南极的沙克尔顿坑附近的高地着陆。
由于月球南极的位置特殊、通信困难，鹊桥二号中继卫星已于2024年3月率先发射，为包括嫦娥七号在内的月球南极区域的探测任务提供数据中继传输服务。

## 科学载荷
嫦娥七号将携带总共21台科学载荷，当中包括6台国际载荷，旨在对月球南极地区的环境和资源进行详细探測。任务目标包括定点着陆。小型飞跃探测器将对永夜坑进行原位观测，该型航天器将携带水分子和氢同位素分析仪。
轨道器将携带高分辨率立体测绘相机、雷达和红外成像仪、中子和伽马射线光谱仪及磁力计。着陆器和巡视器将携带早期嫦娥任务的有效载荷组合。其中包括地形和全景相机及探地雷达。新携带的载荷将包括地震仪、磁力计、拉曼光谱仪、月表环境探测系统和月表挥发物和同位素原位测量仪。
轨道器载荷
- 高分辨率立体相机
  - 100公里月面分辨率优于0.5米，成像幅宽大于18公里
  - 15公里月面分辨率优于0.075米，成像幅宽大于0.9公里
- 月球微波成像雷达
  - 成像分辨率优于0.3米
- 宽谱段红外光谱成像分析仪
- 月球中子伽玛谱仪
- 环月磁强计
- 月表物质超光谱成像仪（埃及航天局、巴林国家空间科学局联合研制）
- 月基双通道地球辐射能谱仪（瑞士达沃斯物理气象观象台研制）
- 空间天气全球监测传感装置（泰国高等教育科研与创新部、泰国国家天文研究所研制）

着陆器载荷
- 着陆相机
- 地形相机
- 月表环境探测系统
  - 电场探测器
  - 低能离子探测器
  - 低能电子探测器
  - 中/高能粒子探测器
  - 尘埃探测器
- 月震仪
- 激光角反射器阵列（意大利国家核物理研究院-弗拉斯卡蒂国家实验室研制）
- 月球尘埃与电场探测仪（俄罗斯空间科学研究院研制）
- 月基天文观测望远镜（国际月球天文台协会研制）

巡视器载荷
- 全景相机
- 拉曼光谱仪
- 测月雷达
- 月表磁场测量仪
- 月表挥发物和同位素原位测量仪

飞跃探测器载荷
- 月壤水分子分析仪

## 发射
该探测器将于2026年由长征五号运载火箭从海南文昌航天發射場发射升空。